# Volkszeitung (Kärnten)
Die Volkszeitung war eine Zeitung, die von 1945 bis 1990 in Kärnten und Osttirol erschien. 
Gegründet wurde sie 1945 durch die Österreichische Volkspartei, zunächst als Wochenzeitung. Nur die erste Ausgabe erschien unter dem Titel Kärntner Volkszeitung,  danach wurde der Titel Volkszeitung verwendet. Ab 1946 erschien die Volkszeitung als Tageszeitung. Chefredakteur war zunächst Josef Maier, ihm folgte 1971 Walter Raming. Im gleichen Jahr wurde ein Zeitungsverbund geformt: Die Salzburger Volkszeitung und die Tiroler Nachrichten erschienen als Kopfblätter der Kärntner Volkszeitung. Im Februar 1990 wurde die Zeitung eingestellt.

## Mitarbeiter
- Georg Drozdowski
- Antonia Gössinger
- Gisela Hopfmüller
- Larissa Krainer
- Ingomar Pust
- Herbert Strutz
- Ida Weiss